# 林邊慈貞宮潘姑娘廟
22°25′58″N 120°30′36″E / 22.432858°N 120.510043°E
林邊慈貞宮潘姑娘廟，舊名潘婆媽廟，是位於臺灣屏東縣林邊鄉光林村林邊國中大門旁的姑娘廟，供奉一名身分不明的女子。廟前道路為屏128線。

## 歷史
此地過去為馬卡道族放索社的活動範圍。傳說此廟地原為一女子之埋葬地，先民在此築土壇作紀念，植茄苳樹於旁以為追祀。
此女子身分有多種說法，有荷蘭人醫官、被尊稱為「番婆媽」的荷蘭人傳教士、馬卡道族尪姨，此外還有土地婆或媽祖婆等說法。
臺灣日治時期初期，此處因竹叢、林投樹雜竄、荒草蔓長，又因地屬偏避，地處亂葬崗（今林邊鄉第一、第二公墓前址），村民視為畏途。直至日治後期方有人在該地建社，希望能庇佑過往之鄉民。
約1951年前後，地方人士吳同聚議重拾女子遺骨，以紅綢裝包、建土柱屋，始成一屋形。一位昔日住在今林邊國中操場的中鋼員工，回憶當時眾人都叫小廟為「潘婆媽廟」，後來改稱「潘姑娘廟」。
1961年，林正德、蔡福來及林新居倡議重修翻整。1984年才有林連白集眾信之力改建成現今之鋼筋水泥殿宇，將神骨奉於神桌底、塑神像。1997年，管理人林瑞雄及住持林朝滿，集眾信及地方鄉紳公議，將位於林邊國中校門口的此廟重修廟宇，將地勢填高以防積水，並散功德箱之財，助民之貧。

## 祭祀
除祭祀潘姑娘外，廟旁的茄苳樹因媒鳥散播榕樹種子，成為茄苳與榕樹之合體，信徒們也當為樹神作祭拜。

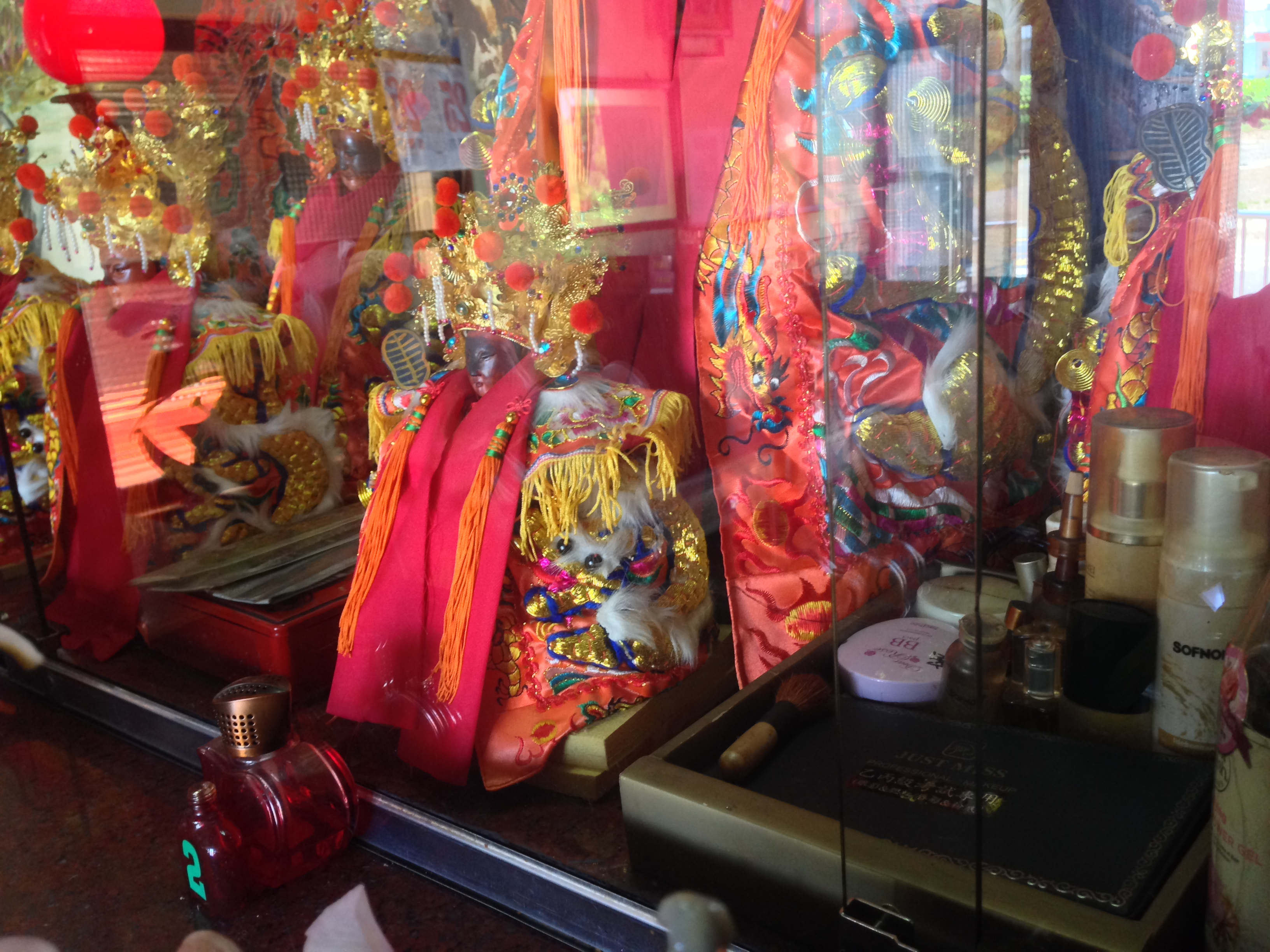
潘姑娘神像

## 外部連結
- 林邊慈貞宮潘姑娘廟臉書